# Октябрьское сельское поселение (Александровский район)
Октя́брьское се́льское поселе́ние — муниципальное образование в Александровском районе Томской области Российской Федерации.
Административный центр — посёлок Октябрьский.

## История
Статус и границы сельского поселения установлены Законом Томской области от 15 октября 2004 года № 227-ОЗ «О наделении статусом муниципального района, сельского поселения и установлении границ муниципальных образований на территории Александровского района»

## Население
| 2002 | 2010 | 2012 | 2013 | 2014 | 2015 | 2016 |
| ---- | ---- | ---- | ---- | ---- | ---- | ---- |
| 302  | ↘194 | →194 | ↘190 | ↘187 | ↘185 | ↘176 |
| 2017 | 2018 | 2019 | 2020 | 2021 |      |      |
| ↘154 | ↘132 | ↘122 | ↘109 | ↗137 |      |      |

## Состав сельского поселения
| № | Населённый пункт | Тип населённого пункта          | Население |
| - | ---------------- | ------------------------------- | --------- |
| 1 | Октябрьский      | посёлок, административный центр | ↗137      |

## Местное самоуправление
Глава поселения — Сергей Петрович Смирнов.